# Trifenylamin
Trifenylamin je organická sloučenina se vzorcem (C6H5)3N. Na rozdíl od většiny aminů není zásaditý. Za pokojové teploty jde o bezbarvou pevnou látku s monoklinickou strukturou, dobře rozpustnou v diethyletheru a benzenu, částečně v ethanolu, ovšem ve vodě nerozpustnou. Jeho deriváty nacházejí využití díky své elektrické vodivosti a elektroluminiscenčním vlastnostem a používají se v OLED jako přenašeče děr.
Trifenylamin je možné připravit arylací difenylaminu.

## Vlastnosti
Trifenylamin má tři arylové skupiny přímo navázané na atom dusíku. Každá z těchto skupin přitahuje elektrony a posunuje tak volný elektronový pár dusíku k sobě. Při této delokalizaci se na dusíku nachází částečný kladný náboj a částečný záporný náboj je rozdělen mezi aromatické skupiny. Toto uspořádání brání protonaci dusíku, která je podstatou zásaditosti roztoků dusíkatých sloučenin.
Všechny tři vazby N-C leží v jedné rovině a úhly mezi nimi činí 120°, čímž se tato látka liší od alifatických aminů a amoniaku, kde jsou orbitaly dusíku uspořádány do tetraedru. Ze sterických důvodů neleží fenylové skupiny v rovině určené vazbami N-C, nýbrž jsou vytočeny.